# Kanonie
Kanonie je označení nezávislého kláštera (církevní administrativně-správní jednotky) členů řádů řeholních kanovníků založených zpravidla na řeholi sv. Augustina. Patří mezi ně kláštery augustiniánů-kanovníků a premonstrátů. Rovněž například řád Křižovníků s červeným srdcem (cyriakové) vytváří kanonie. V čele takového kláštera stojí obvykle opat, probošt nebo jej vede převor (Prior de regimine). Tito pak užívají hodnosti preláta.

## Známé české kanonie
- Strahovský klášter
- Klášter Teplá
- Želivský klášter